# Frits van Alphen
Anne Frederik (Frits) van Alphen (Petani, Deli, Indonesië, 30 november 1894 – Naarden, 20 september 1980) was een Nederlandse illustrator en vormgever die vooral werkzaam was in de reclame. Van 1937 tot 1965 was hij directeur-eigenaar van Frits van Alphen Reclamebureau N.V. (Amsterdam).  

## Jeugd- en jongelingsjaren
Frits van Alphen werd geboren op Sumatra als zoon van een gelijknamige Nederlandse tabaksplanter en een Javaanse vrouw genaamd Misa. Als negenjarige jongen verhuisde hij naar Nederland. Vanaf zijn vijftiende was hij leerling aan de Kunstnijverheidsschool in Haarlem, waar hij onder meer les kreeg van de bekende vormgever en industrieel ontwerper Chris Lebeau (1878-1945). Na zijn afstuderen was Van Alphen als freelance tekenaar actief voor onder meer de satirische tijdschriften De Ware Jacob en De Notenkraker en voor het opinieweekblad De (Groene) Amsterdammer. Ook tekende hij omslagen, mode-illustraties en vignetten voor het damesmaandblad Zij, het weekblad De Forens en het geïllustreerde maandblad Morks Magazijn. Verder was Van Alphen actief als boekillustrator. Vanaf 1917 was Van Alphen als reclame-illustrator in dienst van een ontwerpstudio genaamd Pictura. 

## Verpakkings- en reclameontwerper

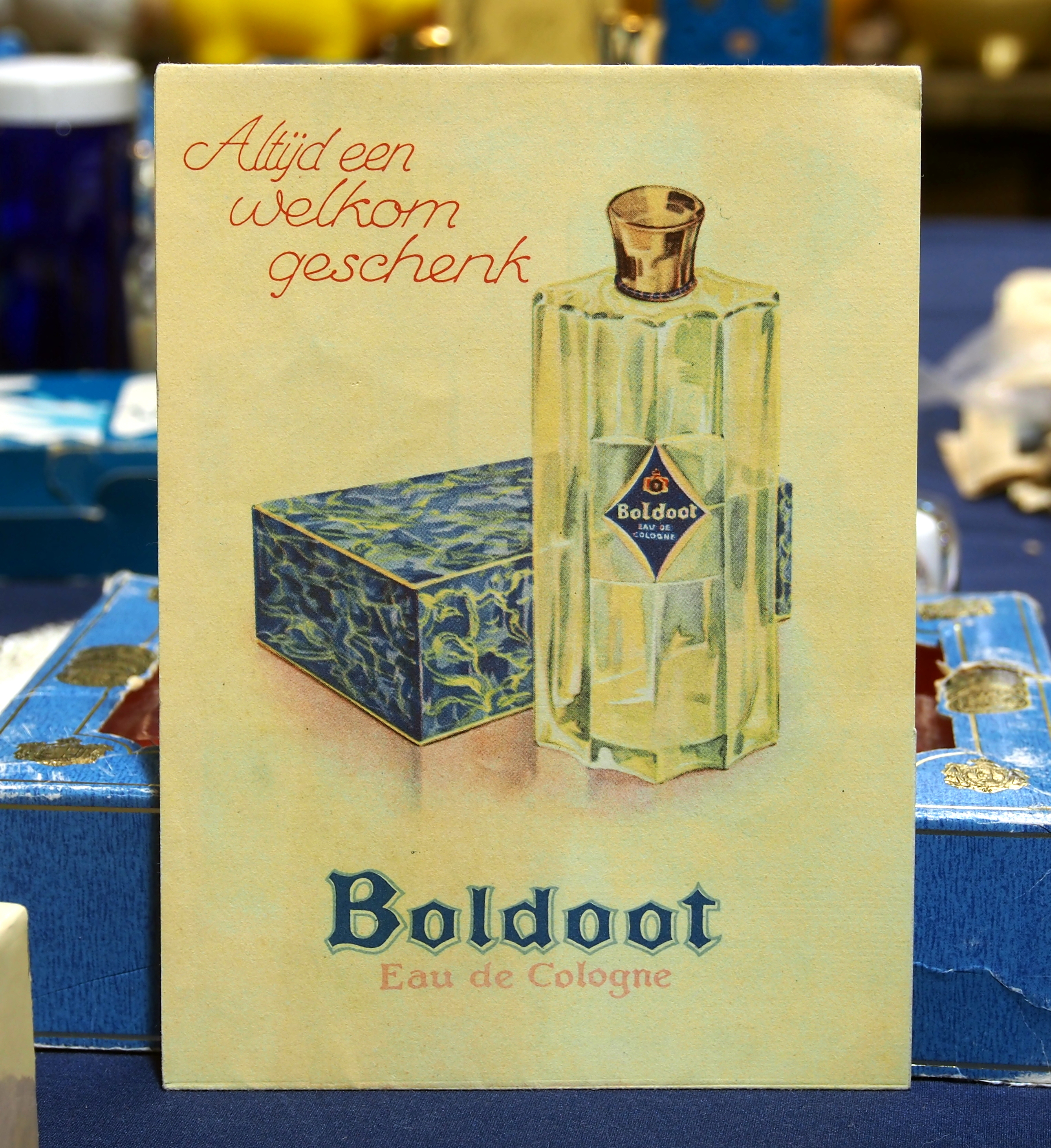
Boldoot-reclamekaart

Van 1920 tot en met 1932 was Van Alphen artistiek adviseur in loondienst van de N.V. Eau de Colognefabriek v/h J.C. Boldoot te Amsterdam. Als zodanig was hij verantwoordelijk voor advertenties, brochures en ander reclamedrukwerk alsmede voor de vormgeving van verpakkingen. Voor het in 1921 door Boldoot opgerichte Parijse parfumhuis Lérys (Bellon & Cie) ontwierp Van Alphen diverse parfumflacons en ander verpakkingsmateriaal. Zijn betrekking bij Boldoot weerhield hem er niet van om in zijn vrije uren ook ander werk aan te nemen. Zo ontwierp hij in 1923 een sierlijke bruine likeurfles ten behoeve van N.V. H. Bootz’ Distilleerderij (Amsterdam). Deze fles is zo’n twintig jaar lang door Bootz gebruikt voor de botteling van Orangeade Triple Sec, een op Cointreau gelijkende likeur. Voor de Naardense ondernemer H.P. Bendien ontwierp Van Alphen een etiket voor diens plantenvoedsel Pokon (1929).

## Reclamebureau
Na zijn vertrek bij Boldoot begon Van Alphen een ontwerpstudio voor reclamedrukwerk genaamd Ambassadeur (1933). Geholpen door opdrachtgevers en toeleveranciers werd deze ontwerpstudio in 1937 omgezet in Frits van Alphen Reclamebureau N.V. Met name in de jaren vijftig behoorde het bureau in de Nederlandse reclamewereld tot de absolute top. Verschillende later beroemd geworden reclamemakers zijn hun carrière bij Van Alphen begonnen. De bekendste van hen is Herman Pieter de Boer (1928-2014). Als hoofd van een groot reclamebureau liet Van Alphen het maken van illustraties steeds meer over aan zijn ondergeschikten. Daarbij werd in reclamedrukwerk steeds vaker gebruik gemaakt van fotografisch materiaal.

## Overige zaken
Van Alphen was in 1919 gehuwd met Jeannette (Netty) Bühler (1896-1984). Het echtpaar vestigde zich in Huizen, waar tussen 1920 en 1937 twee zoons en vier dochters werden geboren. Toen de kinderen het huis uit waren vestigden de Van Alphens zich in Naarden (1960). Van Alphen was lid van de Vereniging van Beeldende Kunstenaars (Naarden-Bussum).
- Biografisch Portaal: 11454202
- Digitale Bibliotheek voor de Nederlandse Letteren: alph028
- Nederlandse Thesaurus van Auteursnamen: 133390039
- RKD-Nederlands Instituut voor Kunstgeschiedenis: 1309
- Virtual International Authority File: 290865273
- WorldCat: E39PBJdmjRgmPcTFrxfWY8rpfq